# Ennearthron cornutum
Ennearthron cornutum – gatunek chrząszcza z rodziny czerwikowatych. Zamieszkuje palearktyczną Eurazję.

## Taksonomia
Gatunek ten opisany został po raz pierwszy w 1802 roku przez Thomasa Marshama pod nazwą Ptinus concinnum. Okazała się ona jednak młodszym homonimem, w związku z czym za ważny uznaje się epitet wprowadzony w 1827 roku przez Leonarda Gyllenhala w kombinacji Cis cornutum. W 1847 roku J. Mellié przeniósł go do nowego rodzaju Ennearthron.

## Morfologia

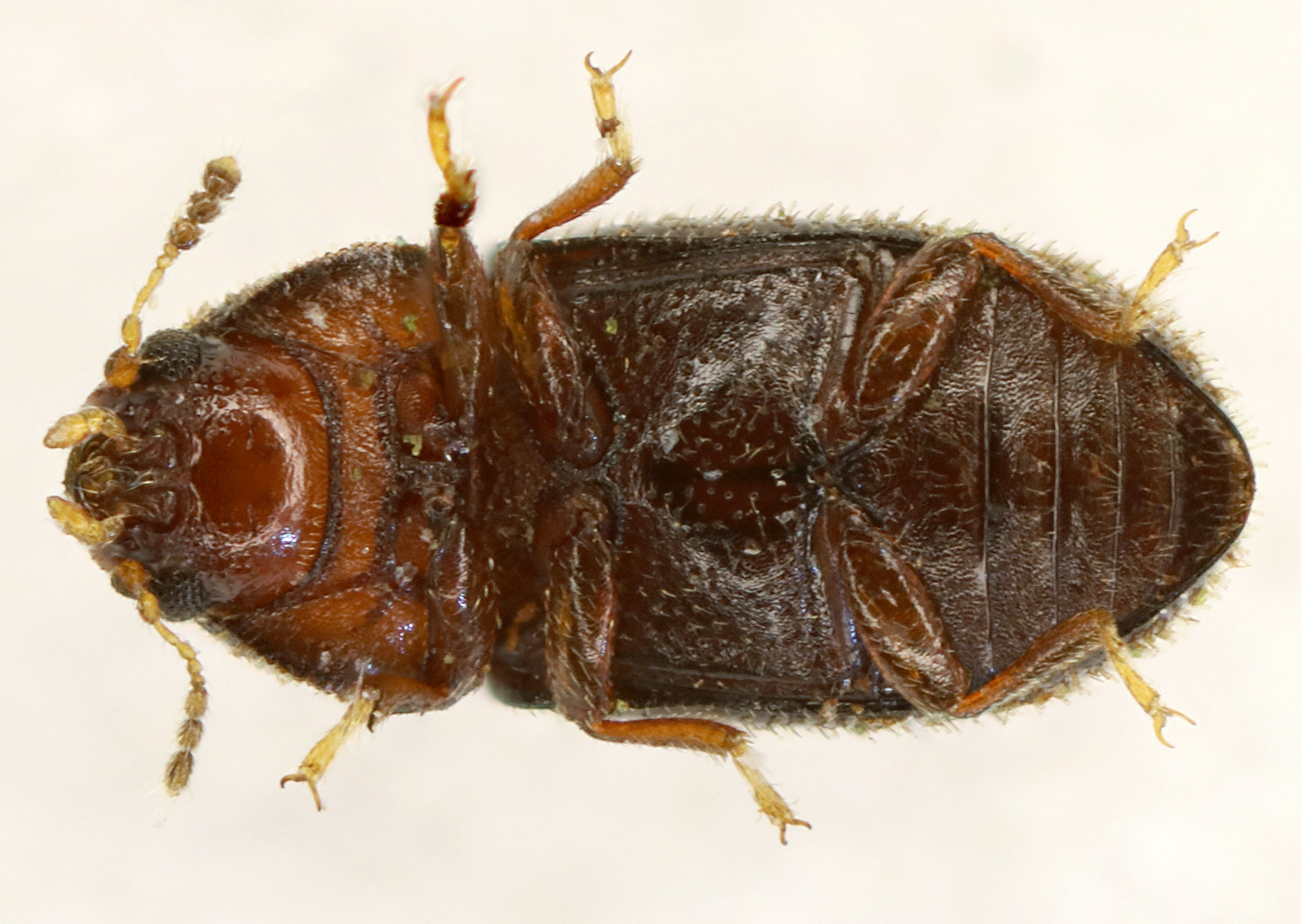
Imago, widok od spodu

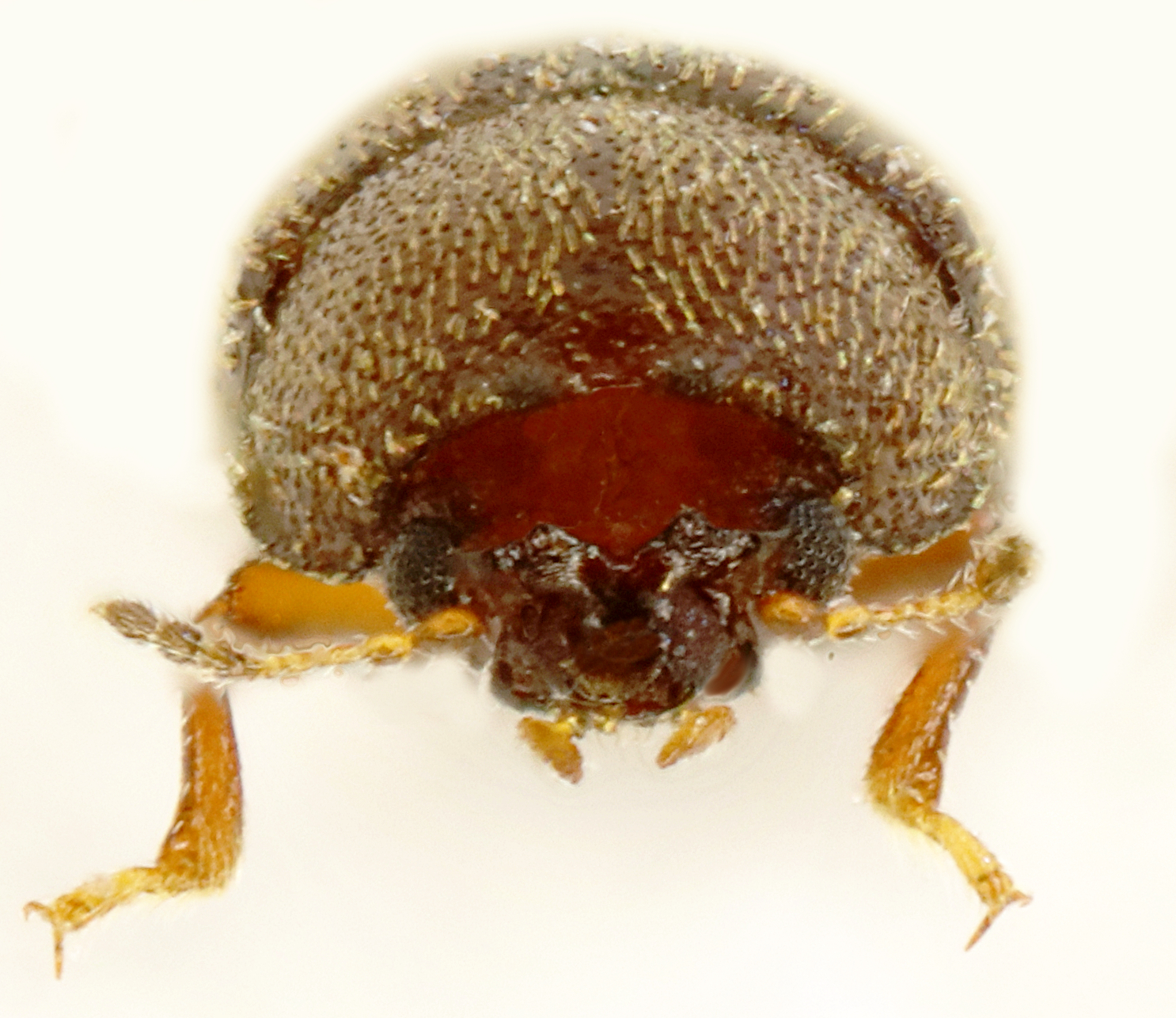
Imago, widok z przodu

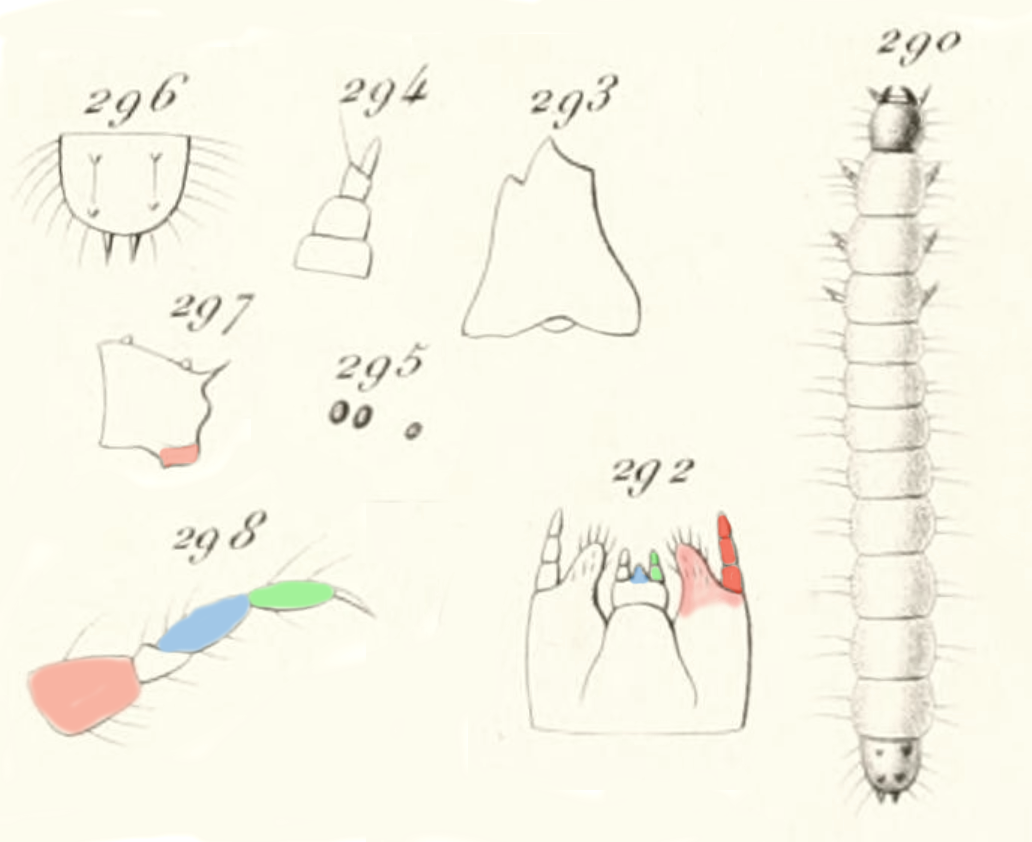
Budowa larwy. 292: warga dolna, 293: żuwaczka, 294: czułek, 295: oczka, 296: segment analny odwłoka w widoku grzbietowym, 297: segment analny w widoku bocznym, 298: odnóże

Chrząszcz o wydłużonym, walcowatym, lekko błyszczącym ciele długości od 1,4 do 2 mm. Ubarwienie ma rdzawoczerwone do rudożółtego, rzadziej ciemniejsze, zawsze z częściowo żółtawymi czułkami i odnóżami. Wierzch ciała jest wyraźnie i gęsto punktowany. Czułki zbudowane z dziewięciu członów, z których trzy ostatnie formują buławkę. Głowa samca ma dwa szerokie zęby po bokach. Przedplecze pozbawione jest długich rzęsek na krawędziach przedniej i bocznych. U samca jego przednia krawędź przedłużona jest w dwa rogi. Na pokrywach brak jest regularnych rzędów punktów, natomiast w niewyraźne, podłużne szeregi ułożone są złociście brązowo ubarwione, krótkie, chropowate, łuskowate włoski. Długość pokryw jest co najmniej półtorakrotnie większa niż ich wspólna szerokość. Golenie odnóży przedniej pary cechują się kątem zewnętrzno-wierzchołkowym ostrym lub przedłużonym w ząbek.

## Ekologia i występowanie
Owad saproksyliczny, mykofagiczny. Przechodzi rozwój w owocnikach ponad 30 gatunków rosnących na drzewach liściastych hub, w tym w owocnikach pniarka brzozowego, trwałoporki jesionowej, twardoporka wiązowego, błyskoporka szczotkowatego, błyskoporka promienistego, czyrenia ogniowego, żagwiaka łuskowatego i żółciaka siarkowego. Preferuje owocniki stare i wysuszone. Ponadto znajdowany jest w zmurszałym drewnie i pod przegrzybiałą korą drzew liściastych.
Gatunek palearktyczny, w Europie znany z Hiszpanii, Irlandii, Wielkiej Brytanii, Francji, Belgii, Holandii, Niemiec, Szwajcarii, Liechtensteinu, Austrii, Włoch, Danii, Szwecji, Norwegii, Finlandii, Estonii, Litwy, Polski, Czech, Słowacji, Węgier, Białorusi, Ukrainy, Rumunii, Słowenii, Chorwacji, Bośni i Hercegowiny oraz europejskiej części Rosji (od Karelii na północy po Kaukaz na południu), w Azji zaś z Gruzji, Azerbejdżanu, chińskiego Jilinu oraz japońskiej wyspy Hokkaido.